# Ted Hargreaves
Ted Hargreaves (né le 4 novembre 1943 à Weyburn et mort le 3 novembre 2005 à Nelson (Colombie-Britannique)) est un joueur canadien de hockey sur glace. Lors des Jeux olympiques d'hiver de 1968, il remporte la médaille de bronze.

## Palmarès
- Médaille de bronze aux Jeux olympiques de Grenoble en 1968